# 第20回スーパーボウル
第20回スーパーボウル（だい20かいスーパーボウル、Super Bowl XX）は1986年1月26日にルイジアナ州ニューオーリンズのルイジアナ・スーパードームで行われた20回目のスーパーボウル。NFCチャンピオンであるシカゴ・ベアーズとAFCチャンピオンであるニューイングランド・ペイトリオッツの対戦。試合はバディ・ライアンディフェンスコーディネーターの考案した46ディフェンスでベアーズがペイトリオッツを圧倒し46-10で勝利、1963年以来となるNFLチャンピオンになると共に、初のスーパーボウル制覇を果たした。MVPは1.5サック、2ファンブルフォースをあげたベアーズのディフェンスエンドであるリチャード・デントが受賞した。ディフェンスでMVPに選ばれたのは彼で4人目であった。

## 背景
1982年12月14日のオーナー会議で6回目となるニューオーリンズでの開催が決定した。この試合では両チームがスーパーボウル初出場を果たしたが、その後第34回スーパーボウルでセントルイス・ラムズとテネシー・タイタンズが対戦するまで初出場チーム同士の対戦は起きなかった（現在の32チーム中、スーパーボウルに出場していないチームはデトロイト・ライオンズ、クリーブランド・ブラウンズ、ヒューストン・テキサンズ、ジャクソンビル・ジャガーズのみで、ライオンズとブラウンズはスーパーボウル誕生前にNFLチャンピオンになったことはある。）。

### シカゴ・ベアーズ
ベアーズは前年のサンフランシスコ・フォーティナイナーズに続き、史上2チーム目となる15勝1敗でレギュラーシーズンを終えた。開幕から12連勝で迎えた12月2日のマイアミ・ドルフィンズとのマンデーナイトフットボールが唯一の敗戦であった。
オフェンスは456得点でNFLトップ、ラン獲得ヤードでもNFLトップとなった。一方、ディフェンスはそれぞれNFL最少の198失点、トータル4,135ヤード（1試合あたりの喪失ヤードでも258.4ヤード）ラン喪失1,319ヤードに相手オフェンスを抑えた。またリーグトップの34インターセプトをあげた。
ベアーズのオフェンスの中心はラン攻撃で3年連続でNFLトップの成績をあげた。14,860ヤードを走り、NFL歴代リーディングラッシャーとなったRBウォルター・ペイトンは324回のランで、平均4.8ヤード、1,551ヤードを走り9TD、レシーブでもチームトップの49回のキャッチで483ヤード、2TDをあげた。またFBのマット・スーイはペイトンのリードブロッカーとしての活躍だけでなく、ランで471ヤード、33回のレシーブで295ヤードを稼いだ。オフェンスラインはプロボウラーのジム・カヴァート、ジェイ・ヒルゲンバーグらに率いられ3年連続でNFL1位となるラン攻撃を支えていた。
プロボウルQBのジム・マクマーンは13試合に出場してパス313回中178回成功、2,392ヤード、自己ベストの15TD、11INTの成績をあげ、ジョー・モンタナに次いでNFC2位のQBレイティング82.8をマーク、ランでも252ヤード、3TDをあげた。ディープスリートのWRウィリー・ゴールトが33回のキャッチで704ヤード（NFCトップの平均21.3ヤード）、22回のキックオフリターンで577ヤードをリターン、1TDをあげた。またTEのエメリー・ムーアヘッドが35回のキャッチで481ヤード、WRデニス・マッキノンが31回のキャッチで555ヤード、7TDをあげた。
一方ディフェンスコーディネーターのバディ・ライアンが考案した46ディフェンスで8人のディフェンス選手がスクリメージライン付近で相手にプレッシャーを与えて相手オフェンスを圧倒した。ディフェンスラインではプロボウラーで後にプロフットボール殿堂入りを果たした2人、RDEのリチャード・デントが17サック、LDEダン・ハンプトンが6.5サックをあげた。2人の間のDTにはスティーブ・マクマイケル、この年ドラフト1位で獲得したウィリアム・ペリーが座った。なおペリーは相手ゴールライン付近でフルバックとしても起用されペイトンのリードブロッカーを務めたり、ランで2TDをあげるとともにパスもキャッチした。MLBマイク・シングレタリーは3サック、3ファンブルリカバー、1インターセプトをあげて最優秀守備選手に選ばれた。OLBのオーティス・ウィルソンは10.5サック、3インターセプト、もう1人のOLBでハードヒッターのウィルバー・マーシャルは4インターセプトをあげた。セカンダリーではレスリー・フレージャーが6インターセプト、マイク・リチャードソンが4インターセプト、ゲイリー・フェンシックが5インターセプト、118タックルをあげ、デイブ・デュアソンも5インターセプトをあげてプロボウルに選ばれた。
選手たちはこの年、スーパーボウルシャッフルというタイトルのラップソングを出したがこれはビルボードチャートの41位に入ったほかグラミー賞にもノミネートされた。

### ニューイングランド・ペイトリオッツ
ペイトリオッツはこの年シンデレラチームとなった。シーズン開幕からの5試合で3敗したが、6連勝するなど11勝5敗、AFC東地区でマイアミ・ドルフィンズ、ニューヨーク・ジェッツに次ぐ地区3位でシーズンを終えた。
3年目のQBトニー・イースンは、パス299回中168回成功、2,156ヤードを獲得、11TDをあげたが17インターセプトを喫した。彼は第6週の試合で肩を負傷し、控えQBのスティーブ・グローガンが翌週より6試合で先発、パス156回中85回成功、1,311ヤード、7TD、5INTの成績をあげた。グローガンは第12週のニューヨーク・ジェッツ戦の延長に足を骨折、再びイースンが先発QBとなり、最後の4試合で3勝をあげた。ディープスリートのWRスタンリー・モーガンは39回のキャッチで760ヤードを獲得、5TDをあげた。反対側のWRアービン・フライヤーは39回のキャッチで670ヤードを獲得、ラン、パントリターン、キックオフリターンでも起用され10TDをあげた。
ペイトリオッツの攻撃の中心はベアーズと同じくランであり、AFC2位の2,331ヤードを獲得、エースRBのクレイグ・ジェームズが1,227ヤードを走るとともに、27回のキャッチで360ヤード、合計7TDをあげた。またFBのトニー・コリンズが657ヤードを走るとともに、チームトップの52回のキャッチで549ヤードを獲得、合計5TDをあげた。
オフェンスラインは左側が強力でプロボウルTのブライアン・ホロウェイ、後に殿堂入りするGジョン・ハナに率いられた。
ディフェンスはリーグ5位の5,048ヤードしか相手に許さなかった。プロボウル左OLBのアンドレ・ティペットはAFCトップの16.5サックの他に3ファンブルリカバーを記録、彼のことをNFL最優秀LBと評する識者も多かった。また同じくLBのスティーブ・ネルソンがパスカバー及びランストップで活躍した。セカンダリーはNFLで2番目に少ない14TDパスしか相手に許さなかった。プロボウルDBのレイモンド・クレイボーンが6インターセプト、1TD、フレッド・マリオンが7インターセプトをあげた。

### プレーオフ
ペイトリオッツはプレーオフでニューヨーク・ジェッツ戦でケン・オブライエンを5サック、ターンオーバーで4回ボールを奪い26-14で勝利、ロサンゼルス・レイダース戦では6回のターンオーバーから17得点をあげるなど、27-20で勝利した。AFCチャンピオンシップゲームで前年の第19回スーパーボウルに出場しているマイアミ・ドルフィンズを31-14とそれぞれロードで破りスーパーボウル出場を決めた。その年ベアーズを唯一破ったチームであり、ペイトリオッツは、1966年のドルフィンズ創設以来、マイアミ・オレンジボウルで18連敗中だったことから、この勝利は驚きを与えた。その試合でペイトリオッツはダン・マリーノから2インターセプトをあげるなど、6回のターンオーバーでボールを奪った。地区3位からスーパーボウル出場を果たしたのは現在のところ、この時のペイトリオッツのみである。
一方、ベアーズはニューヨーク・ジャイアンツを21-0、NFCチャンピオンシップゲームでも、QBディーター・ブロックをパス22回中6回成功、わずか50ヤードに抑え、エリック・ディッカーソンにも活躍させず、ロサンゼルス・ラムズを24-0とプレーオフ2試合で完封勝利、NFL史上初めてプレーオフ2試合を完封勝ちしたチームとなった。

### 試合前の話題
スーパーボウルウィーク中はベアーズのQBジム・マクマーンが話題の中心となった。プレーオフ中にリーグのドレスコードに違反してアディダスと手書きしたヘッドバンドをつけてプレーし、罰金を受けた彼は当時のNFLコミッショナーピート・ロゼールの名前、Rozelleと書いたヘアバンドでもプレーしていた。1月12日のNFCチャンピオンシップゲームで負傷し、大臀筋を痛めた彼は試合4日前の練習では鍼治療（Acupuncture）と書かれたリストバンドを着けた。また取材ヘリコプターに対してムーニングも行った。
マクマーンの治療にあたったのは、チームメートのウィリー・ゴールトが旧知の白石宏であり、ゴールトの依頼で渡米した。1月20日、ベアーズがスーパーボウルが行われるニューオーリンズに飛ぶ際、マカスキーベアーズ会長やチームトレーナーに同行を拒否されたが、マクマーンが白石の治療を受けさせろと強く主張、1月22日、チームへの合流が認められた。

## テレビ放送とエンターテイメント
テレビ中継はNBCが1700万ドルで放映権を獲得し、ディック・エンバーグが実況を、マーリン・オルセンとボブ・グリーシーが解説を担当した。ニールセンによる調査で視聴率は48.3%に達した。
試合開始前のセレモニーには過去のMVP受賞者が登場した。アメリカ国歌斉唱はトランペット奏者のウィントン・マルサリスが担当、コイントスは第1回、第2回スーパーボウルMVPのバート・スターが行った。
ハーフタイムショーには、アップウィズピープルが登場した。
コマーシャル料金は。30秒55万ドル（約1億1100万円）で、長年広告を出していたアメリカの自動車メーカーは、スポンサーを下りたが、代わって日産自動車が2分間220万ドルの権利を買った。タイメックスは、新型腕時計の宣伝のため、紅海のアカバ湾の海底約20mに沈めた二階建ての家ほどの腕時計に潜水夫が遭遇するフィルムを製作した。
1月30日、この試合のビデオを中国に贈る計画が持ち上がり、かつてスポーツ中継のアナウンサーをしたこともあるロナルド・レーガンアメリカ合衆国大統領によるアメリカンフットボールを中国国民向けの紹介もビデオテープに収められた。

### 日本におけるテレビ中継
- TBSテレビ
  - 実況:石川顕 解説:久保田薫 ゲスト解説:小林繁

## 試合経過
| \| 開始 \| 開始 \| 開始 \| ボール保持 \| ドライブ \| ドライブ \| TOP \| 結果 \| 得点内容 \| 得点内容 \| 得点内容 \| 得点 \| 得点 \| \| Q \| 時間 \| 地点 \| ボール保持 \| P \| yd \| TOP \| 結果 \| yd \| 得点者 \| PAT \| ベアーズ \| ペイトリオッツ \| \| ------------------------------------------------------------------------------------------------------------------------------- \| ------------------------------------------------------------------------------------------------------------------------------- \| ------------------------------------------------------------------------------------------------------------------------------- \| ------------------------------------------------------------------------------------------------------------------------------- \| ------------------------------------------------------------------------------------------------------------------------------- \| ------------------------------------------------------------------------------------------------------------------------------- \| ------------------------------------------------------------------------------------------------------------------------------- \| ------------------------------------------------------------------------------------------------------------------------------- \| ------------------------------------------------------------------------------------------------------------------------------- \| ------------------------------------------------------------------------------------------------------------------------------- \| ------------------------------------------------------------------------------------------------------------------------------- \| -------- \| -------------- \| \| 1 \| 15:00 \| 自陣18 \| ベアーズ \| 2 \| 7 \| 0:59 \| ファンブルロスト \| — \| — \| — \| — \| — \| \| 1 \| 14:01 \| 敵陣19 \| ペイトリオッツ \| 3 \| 0 \| 0:20 \| フィールドゴール成功 \| 36 \| Franklin \| — \| 0 \| 3 \| \| 1 \| 13:41 \| 自陣31 \| ベアーズ \| 7 \| 59 \| 4:21 \| フィールドゴール成功 \| 28 \| Butler \| — \| 3 \| 3 \| \| 1 \| 9:20 \| 自陣41 \| ペイトリオッツ \| 3 \| -10 \| 1:02 \| パント \| — \| — \| — \| — \| — \| \| 1 \| 8:18 \| 自陣29 \| ベアーズ \| 4 \| 19 \| 2:19 \| パント \| — \| — \| — \| — \| — \| \| 1 \| 5:59 \| 自陣20 \| ペイトリオッツ \| 2 \| 0 \| 0:42 \| ファンブルロスト \| — \| — \| — \| — \| — \| \| 1 \| 5:17 \| 敵陣13 \| ベアーズ \| 6 \| 7 \| 3:51 \| フィールドゴール成功 \| 24 \| Butler \| — \| 6 \| 3 \| \| 1 \| 1:26 \| 自陣18 \| ペイトリオッツ \| 1 \| \| 0:16 \| ファンブルロスト \| — \| — \| — \| — \| — \| \| 1 \| 1:10 \| 敵陣13 \| ベアーズ \| 2 \| 13 \| 0:47 \| タッチダウン（ラン） \| 11 \| Suhey \| キック成功 \| 13 \| 3 \| \| 1-2 \| 0:23 \| 自陣24 \| ペイトリオッツ \| 3 \| -1 \| 1:22 \| パント \| — \| — \| — \| — \| — \| \| 2 \| 14:01 \| 自陣41 \| ベアーズ \| 10 \| 59 \| 6:37 \| タッチダウン（ラン） \| 2 \| McMahon \| キック成功 \| 20 \| 3 \| \| 2 \| 7:24 \| 自陣29 \| ペイトリオッツ \| 3 \| -13 \| 2:03 \| パント \| — \| — \| — \| — \| — \| \| 2 \| 5:21 \| 自陣42 \| ベアーズ \| 2 \| 5 \| 0:13 \| ファンブルロスト \| — \| — \| — \| — \| — \| \| 2 \| 5:08 \| 自陣46 \| ペイトリオッツ \| 6 \| 17 \| 2:10 \| パント \| — \| — \| — \| — \| — \| \| 2 \| 2:58 \| 自陣20 \| ベアーズ \| 12 \| 80 \| 2:58 \| フィールドゴール成功 \| 24 \| Butler \| — \| 23 \| 3 \| \| 前半終了 \| \| \| \| \| \| \| \| \| \| \| \| \| \| 3 \| 15:00 \| 自陣22 \| ペイトリオッツ \| 6 \| 12 \| 2:33 \| パント \| — \| — \| — \| — \| — \| \| 3 \| 12:27 \| 自陣4 \| ベアーズ \| 9 \| 96 \| 5:05 \| タッチダウン（ラン） \| 1 \| McMahon \| キック成功 \| 30 \| 3 \| \| 3 \| 7:22 \| 自陣20 \| ペイトリオッツ \| 3 \| 3 \| 1:06 \| インターセプトリターンTD \| 28 \| Phillips \| キック成功 \| 37 \| 3 \| \| 3 \| 6:16 \| 自陣31 \| ペイトリオッツ \| 2 \| 0 \| 0:33 \| ファンブルロスト \| — \| — \| — \| — \| — \| \| 3 \| 5:43 \| 敵陣37 \| ベアーズ \| 6 \| 37 \| 2:21 \| タッチダウン（ラン） \| 1 \| Perry \| キック成功 \| 44 \| 3 \| \| 3-4 \| 3:22 \| 自陣24 \| ペイトリオッツ \| 12 \| 76 \| 5:08 \| タッチダウン（パス） \| 8 \| Grogan→Fryar \| キック成功 \| 44 \| 10 \| \| 4 \| 13:14 \| 自陣24 \| ベアーズ \| 3 \| 9 \| 1:51 \| パント \| — \| — \| — \| — \| — \| \| 4 \| 11:23 \| 自陣38 \| ペイトリオッツ \| 1 \| \| 0:07 \| ファンブルロスト \| — \| — \| — \| — \| — \| \| 4 \| 11:16 \| 敵陣43 \| ベアーズ \| 3 \| 3 \| 1:10 \| パント \| — \| — \| — \| — \| — \| \| 4 \| 10:06 \| 自陣4 \| ペイトリオッツ \| 5 \| 42 \| 2:09 \| インターセプト \| — \| — \| — \| — \| — \| \| 4 \| 7:57 \| 敵陣5 \| ベアーズ \| 4 \| 0 \| 2:09 \| 第4ダウン失敗 \| — \| — \| — \| — \| — \| \| 4 \| 5:48 \| 自陣5 \| ペイトリオッツ \| 2 \| -5 \| 0:12 \| セイフティ \| \| \| — \| 46 \| 10 \| \| 4 \| 5:36 \| 自陣28 \| ベアーズ \| 3 \| -11 \| 1:08 \| パント \| — \| — \| — \| — \| — \| \| 4 \| 4:28 \| 自陣49 \| ペイトリオッツ \| 3 \| 0 \| 0:58 \| パント \| — \| — \| — \| — \| — \| \| 4 \| 3:30 \| 自陣20 \| ベアーズ \| 5 \| 31 \| 3:30 \| 試合終了 \| — \| — \| — \| — \| — \| \| P=プレー数、TOP=タイム・オブ・ポゼッション、PAT=ポイント・アフター・タッチダウン。 アメリカンフットボールの用語集 (en) も参照。 \| P=プレー数、TOP=タイム・オブ・ポゼッション、PAT=ポイント・アフター・タッチダウン。 アメリカンフットボールの用語集 (en) も参照。 \| P=プレー数、TOP=タイム・オブ・ポゼッション、PAT=ポイント・アフター・タッチダウン。 アメリカンフットボールの用語集 (en) も参照。 \| P=プレー数、TOP=タイム・オブ・ポゼッション、PAT=ポイント・アフター・タッチダウン。 アメリカンフットボールの用語集 (en) も参照。 \| P=プレー数、TOP=タイム・オブ・ポゼッション、PAT=ポイント・アフター・タッチダウン。 アメリカンフットボールの用語集 (en) も参照。 \| P=プレー数、TOP=タイム・オブ・ポゼッション、PAT=ポイント・アフター・タッチダウン。 アメリカンフットボールの用語集 (en) も参照。 \| P=プレー数、TOP=タイム・オブ・ポゼッション、PAT=ポイント・アフター・タッチダウン。 アメリカンフットボールの用語集 (en) も参照。 \| P=プレー数、TOP=タイム・オブ・ポゼッション、PAT=ポイント・アフター・タッチダウン。 アメリカンフットボールの用語集 (en) も参照。 \| P=プレー数、TOP=タイム・オブ・ポゼッション、PAT=ポイント・アフター・タッチダウン。 アメリカンフットボールの用語集 (en) も参照。 \| P=プレー数、TOP=タイム・オブ・ポゼッション、PAT=ポイント・アフター・タッチダウン。 アメリカンフットボールの用語集 (en) も参照。 \| P=プレー数、TOP=タイム・オブ・ポゼッション、PAT=ポイント・アフター・タッチダウン。 アメリカンフットボールの用語集 (en) も参照。 \| 46 \| 10 \| | | | | | | | | | | |          |                |
| 開始 | 開始 | 開始 | ボール保持 | ドライブ | ドライブ | TOP | 結果 | 得点内容 | 得点内容 | 得点内容 | 得点     | 得点           |
| Q | 時間 | 地点 | ボール保持 | P | yd | TOP | 結果 | yd | 得点者 | PAT | ベアーズ | ペイトリオッツ |
| 1 | 15:00 | 自陣18 | ベアーズ | 2 | 7 | 0:59 | ファンブルロスト | — | — | — | —        | —              |
| 1 | 14:01 | 敵陣19 | ペイトリオッツ | 3 | 0 | 0:20 | フィールドゴール成功 | 36 | Franklin | — | 0        | 3              |
| 1 | 13:41 | 自陣31 | ベアーズ | 7 | 59 | 4:21 | フィールドゴール成功 | 28 | Butler | — | 3        | 3              |
| 1 | 9:20 | 自陣41 | ペイトリオッツ | 3 | -10 | 1:02 | パント | — | — | — | —        | —              |
| 1 | 8:18 | 自陣29 | ベアーズ | 4 | 19 | 2:19 | パント | — | — | — | —        | —              |
| 1 | 5:59 | 自陣20 | ペイトリオッツ | 2 | 0 | 0:42 | ファンブルロスト | — | — | — | —        | —              |
| 1 | 5:17 | 敵陣13 | ベアーズ | 6 | 7 | 3:51 | フィールドゴール成功 | 24 | Butler | — | 6        | 3              |
| 1 | 1:26 | 自陣18 | ペイトリオッツ | 1 | | 0:16 | ファンブルロスト | — | — | — | —        | —              |
| 1 | 1:10 | 敵陣13 | ベアーズ | 2 | 13 | 0:47 | タッチダウン（ラン） | 11 | Suhey | キック成功 | 13       | 3              |
| 1-2 | 0:23 | 自陣24 | ペイトリオッツ | 3 | -1 | 1:22 | パント | — | — | — | —        | —              |
| 2 | 14:01 | 自陣41 | ベアーズ | 10 | 59 | 6:37 | タッチダウン（ラン） | 2 | McMahon | キック成功 | 20       | 3              |
| 2 | 7:24 | 自陣29 | ペイトリオッツ | 3 | -13 | 2:03 | パント | — | — | — | —        | —              |
| 2 | 5:21 | 自陣42 | ベアーズ | 2 | 5 | 0:13 | ファンブルロスト | — | — | — | —        | —              |
| 2 | 5:08 | 自陣46 | ペイトリオッツ | 6 | 17 | 2:10 | パント | — | — | — | —        | —              |
| 2 | 2:58 | 自陣20 | ベアーズ | 12 | 80 | 2:58 | フィールドゴール成功 | 24 | Butler | — | 23       | 3              |
| 前半終了 | | | | | | | | | | |          |                |
| 3 | 15:00 | 自陣22 | ペイトリオッツ | 6 | 12 | 2:33 | パント | — | — | — | —        | —              |
| 3 | 12:27 | 自陣4 | ベアーズ | 9 | 96 | 5:05 | タッチダウン（ラン） | 1 | McMahon | キック成功 | 30       | 3              |
| 3 | 7:22 | 自陣20 | ペイトリオッツ | 3 | 3 | 1:06 | インターセプトリターンTD | 28 | Phillips | キック成功 | 37       | 3              |
| 3 | 6:16 | 自陣31 | ペイトリオッツ | 2 | 0 | 0:33 | ファンブルロスト | — | — | — | —        | —              |
| 3 | 5:43 | 敵陣37 | ベアーズ | 6 | 37 | 2:21 | タッチダウン（ラン） | 1 | Perry | キック成功 | 44       | 3              |
| 3-4 | 3:22 | 自陣24 | ペイトリオッツ | 12 | 76 | 5:08 | タッチダウン（パス） | 8 | Grogan→Fryar | キック成功 | 44       | 10             |
| 4 | 13:14 | 自陣24 | ベアーズ | 3 | 9 | 1:51 | パント | — | — | — | —        | —              |
| 4 | 11:23 | 自陣38 | ペイトリオッツ | 1 | | 0:07 | ファンブルロスト | — | — | — | —        | —              |
| 4 | 11:16 | 敵陣43 | ベアーズ | 3 | 3 | 1:10 | パント | — | — | — | —        | —              |
| 4 | 10:06 | 自陣4 | ペイトリオッツ | 5 | 42 | 2:09 | インターセプト | — | — | — | —        | —              |
| 4 | 7:57 | 敵陣5 | ベアーズ | 4 | 0 | 2:09 | 第4ダウン失敗 | — | — | — | —        | —              |
| 4 | 5:48 | 自陣5 | ペイトリオッツ | 2 | -5 | 0:12 | セイフティ | | | — | 46       | 10             |
| 4 | 5:36 | 自陣28 | ベアーズ | 3 | -11 | 1:08 | パント | — | — | — | —        | —              |
| 4 | 4:28 | 自陣49 | ペイトリオッツ | 3 | 0 | 0:58 | パント | — | — | — | —        | —              |
| 4 | 3:30 | 自陣20 | ベアーズ | 5 | 31 | 3:30 | 試合終了 | — | — | — | —        | —              |
| P=プレー数、TOP=タイム・オブ・ポゼッション、PAT=ポイント・アフター・タッチダウン。 アメリカンフットボールの用語集 (en) も参照。 | P=プレー数、TOP=タイム・オブ・ポゼッション、PAT=ポイント・アフター・タッチダウン。 アメリカンフットボールの用語集 (en) も参照。 | P=プレー数、TOP=タイム・オブ・ポゼッション、PAT=ポイント・アフター・タッチダウン。 アメリカンフットボールの用語集 (en) も参照。 | P=プレー数、TOP=タイム・オブ・ポゼッション、PAT=ポイント・アフター・タッチダウン。 アメリカンフットボールの用語集 (en) も参照。 | P=プレー数、TOP=タイム・オブ・ポゼッション、PAT=ポイント・アフター・タッチダウン。 アメリカンフットボールの用語集 (en) も参照。 | P=プレー数、TOP=タイム・オブ・ポゼッション、PAT=ポイント・アフター・タッチダウン。 アメリカンフットボールの用語集 (en) も参照。 | P=プレー数、TOP=タイム・オブ・ポゼッション、PAT=ポイント・アフター・タッチダウン。 アメリカンフットボールの用語集 (en) も参照。 | P=プレー数、TOP=タイム・オブ・ポゼッション、PAT=ポイント・アフター・タッチダウン。 アメリカンフットボールの用語集 (en) も参照。 | P=プレー数、TOP=タイム・オブ・ポゼッション、PAT=ポイント・アフター・タッチダウン。 アメリカンフットボールの用語集 (en) も参照。 | P=プレー数、TOP=タイム・オブ・ポゼッション、PAT=ポイント・アフター・タッチダウン。 アメリカンフットボールの用語集 (en) も参照。 | P=プレー数、TOP=タイム・オブ・ポゼッション、PAT=ポイント・アフター・タッチダウン。 アメリカンフットボールの用語集 (en) も参照。 | 46       | 10             |

試合開始から2プレー目で、ウォルター・ペイトンがボールをファンブル、ラリー・マクグリューがベアーズ陣19ヤードでこれをリカバーした（このプレーについてマクマーンは試合終了後に間違ったプレーコールをしてしまったことに責任を感じるとコメントした。）。このプレーで攻撃権を得たペイトリオッツはイースンが3本連続でパス不成功（第1ダウンで先発TEのリン・ドーソンがひざを負傷し退場した。）、試合開始からわずか1分19秒でトニー・フランクリンが36ヤードのFGを決めて3-0とリードした。続くベアーズの攻撃でマクマーンからゴールトへの43ヤードのパス成功などからケビン・バトラーがFGを決めて3-3の同点となった。
両チームがそれぞれパントに終わった後、リチャード・デントとウィルバー・マーシャルがイースンをサック、ファンブルしたボールをダン・ハンプトンがペイトリオッツ陣13ヤードでボールをリカバーし3ヤードまで戻した。ここでウィリアム・ペリーがボールを持ったものの1ヤードロス、ペリーのハーフバックオプションプレーによるNFL入り後初のパスも不成功に終わり、バトラーがFGを蹴り6-3となった。続くペイトリオッツの攻撃ではデントがクレイグ・ジェームズにヒットしてファンブルを誘い、マイク・シングレタリーが敵陣13ヤード地点でリカバーした。2プレー後にスーウィーが11ヤードのTDランをあげてベアーズが13-3とリードを拡げた。第1Q終わりから第2Q最初にかけてのペイトリオッツの攻撃はパントとなり、これをリターナーのキース・オルテゴが12ヤードリターンし、自陣41ヤードという絶好の位置からベアーズが攻撃権を得た。ベアーズは10プレーで59ヤードを進み、最後はマクマーンが2ヤードのTDランをあげて20-3となった。
続くペイトリオッツは3プレーで13ヤードを後退、パントを強いられた。しかしスーウィーがファンブルしたボールをレイモンド・クレイボーンが自陣46ヤード地点でリカバーした。このプレーでレスリー・フレージャーはひざを負傷し、選手としてのキャリアを終えた。
第2Q途中、ペイトリオッツのヘッドコーチ、レイモンド・ベリーはQBをイースンからスティーブ・グローガンに交代させた。ペイトリオッツは敵陣37ヤードまでボールを前進させたが55ヤードのFGによるリスクを避けパントを選択、ベアーズは11プレーで72ヤードを前進し、バトラーがこの日3本目となるFGを決めて23-3で前半が終了した。
前半ペイトリオッツは21回のプレー中、4回しかボールを前進できず、トータルオフェンスは19ヤード、パス成功2回、ファーストダウン1回、3得点に抑えられた。一方ベアーズのオフェンスは236ヤードを獲得し23得点をあげた。
後半最初の攻撃でペイトリオッツはファーストダウンを1回更新したが、グローガンが2回サックされパントに終わった。前半だけで4回パントを蹴ったリッチ・カマリロは、当時スーパーボウル記録となった62ヤードのパントでベアーズに自陣4ヤードからの攻撃を強いた。しかしペイトリオッツのディフェンスはベアーズのオフェンスを止めることができず、マクマーンがペイトンにハンドオフフェイクをし、ゴールトへの60ヤードのパスを成功、8プレー後にマクマーンが1ヤードのTDランをあげて、スーパーボウル記録となる96ヤードのTDドライブを完成させて30-3となった。ペイトリオッツの後半2回目の攻撃ではレスリー・フレージャーの代わりに入ったレジー・フィリップスがグローガンのパスをインターセプト、28ヤードをリターンしTD、37-3となった。
その後さらにペイトリオッツのWRセドリック・ジョーンズがグローガンから19ヤードのパスをキャッチ後、ファンブル、ウィルバー・マーシャルがこれをリカバーし、敵陣37ヤードまでリターンした。数プレー後にデニス・ジェントリーへの27ヤードのパスが成功、ベアーズは1ヤード地点までボールを前進させた。ここで冷蔵庫の異名を取る巨漢ペリーがオフェンスに起用されTD、44-3となった。ベアーズが第3Qにあげた21得点は現在でもスーパーボウル記録として残っている。
第4Q初めにペイトリオッツはようやく12プレーで76ヤードを前進、グローガンからアービン・フライヤーへの8ヤードのTDパスが決めて44-10としたが、その後ヘンリー・ウェクターがグローガンをエンドゾーンでサックしセイフティをあげて、46-10で試合は終わった。ベアーズがあげた46得点は第18回、第19回スーパーボウルにおける38得点を更新するスーパーボウル記録となった。また36点差での勝利も第18回スーパーボウルでのオークランド・レイダースが29点差で勝利したスーパーボウル記録を更新した。
ベアーズは大勝したがウォルター・ペイトンは自身唯一の出場となったスーパーボウルでタッチダウンをあげることができなかった。彼は22回のランで61ヤードを獲得し、この試合のリーディングラッシャーとなったが最もゲインしたプレーも7ヤードにとどまった。ゴールライン付近で得点する機会も何度かあったが、3ヤード地点からの攻撃で2ヤードロス、4ヤード地点からのランで2ヤードのゲインに終わった。
マクマーンはパス20回中、12回成功、256ヤードを獲得、スーパーボウル史上初の2TDランをあげたQBとなった。ゴールトはわずか4回のレシーブで129ヤードを獲得、平均32.2ヤードを稼いだ。シングレタリーはスーパーボウル記録タイの2ファンブルリカバーをあげた。ディフェンスはスーパーボウル記録となる合計7サックを2人のQBに浴びせると共に、4ファンブルリカバーをあげた。マイク・ディトカヘッドコーチはトム・フローレスに次いで選手・ヘッドコーチのそれぞれでスーパーボウルリングを手に入れた史上2人目の人物となっている。
イースンは6本のパス全てを失敗し、スーパーボウルの先発QBとして史上初めてパス成功0に終わった。グローガンはパス30回中17回成功、177ヤード、1TD、2INTであった。ペイトリオッツのランはわずか7ヤードに抑えられ、リーディングラッシャーは3回のキャリーで4ヤードを獲得したトニー・コリンズであった。
ペイトリオッツの第3ダウンコンバージョンは、10回中1回しか成功しなかった。

## 試合終了後
試合終了後、48時間を経ずしてチャレンジャー号爆発事故が起きたため、恒例となっているスーパーボウル優勝メンバーのホワイトハウス訪問は行われなかったが、2011年10月7日、シカゴ・ベアーズの熱烈なファンであるバラク・オバマ大統領により、当時の優勝メンバー（ジム・マクマーン、マイク・ディトカら）によるホワイトハウス訪問が実現した。
2011年11月8日、ウィリー・ゴールトの自宅に強盗が入り、スーパーボウルリングを盗んだ。同年12月、ロサンゼルスのダウンタウンにある宝石店で彼の盗まれたリングは見つかり、ゴールトの手に戻った。ビバリーヒルズにあるこの店のオーナーは、盗品を買った疑いで逮捕され、その後2万ドルの保釈金を払って釈放された。このとき、1983年の第17回スーパーボウルに優勝したワシントン・レッドスキンズのスーパーボウルリングも見つかっている。

## スターティングラインアップ
| シカゴ・ベアーズ                         | ポジション | ニューイングランド・ペイトリオッツ        |
| ---------------------------------------- | ---------- | ----------------------------------------- |
| オフェンス                               |            |                                           |
| ウィリー・ゴールト Willie Gault          | WR         | アービン・フライヤー Irving Fryar         |
| ジム・カヴァート Jim Covert              | LT         | ブライアン・ホロウェイ Brian Holloway     |
| マーク・ボーツ Mark Bortz                | LG         | ジョン・ハナ John Hannah                  |
| ジェイ・ヒルゲンバーグ Jay Hilgenberg    | C          | ピート・ブロック Pete Brock               |
| トム・セイヤー Tom Thayer                | RG         | ロン・ウッテン Ron Wooten                 |
| キース・ヴァン・ホーン Keith Van Horne   | RT         | スティーブ・ムーア Steve Moore            |
| エメリー・ムーアヘッド Emery Moorehead   | TE         | リン・ドーソン Lin Dawson                 |
| デニス・マッキノン Dennis McKinnon       | WR         | スタンリー・モーガン Stanley Morgan       |
| ジム・マクマーン Jim McMahon             | QB         | トニー・イースン Tony Eason               |
| マット・スーイ Matt Suhey                | FB         | トニー・コリンズ Tony Collins             |
| ウォルター・ペイトン Walter Payton       | RB         | クレイグ・ジェームズ Craig James          |
| ディフェンス                             |            |                                           |
| ダン・ハンプトン Dan Hampton             | LE         | ジュリアス・アダムス Julius Adams         |
| スティーブ・マクマイケル Steve McMichael | LDT/NT     | レスター・ウィリアムズ Lester Williams    |
| ウィリアム・ペリー William Perry         | RDT/RE     | ガリン・ベリス Garin Veris                |
| リチャード・デント Richard Dent          | RE/LOLB    | アンドレ・ティペット Andre Tippett        |
| オーティス・ウィルソン Otis Wilson       | LOLB/LILB  | スティーブ・ネルソン Steve Nelson         |
| マイク・シングレタリー Mike Singletary   | MLB/RILB   | ラリー・マクグリュー Larry McGrew         |
| ウィルバー・マーシャル Wilber Marshall   | ROLB       | ドン・ブラックモン Don Blackmon           |
| レスリー・フレージャー Leslie Frazier    | LCB        | レイモンド・クレイボーン Raymond Clayborn |
| マイク・リチャードソン Mike Richardson   | RCB        | ロニー・リペット Lonnie Lippett           |
| デイブ・デュアソン Dave Duerson          | SS         | ローランド・ジェームズ Roland James       |
| ゲイリー・フェンシック Gary Fencik       | FS         | フレッド・マリオン Fred Marion            |
| スペシャルチーム                         |            |                                           |
| ケビン・バトラー Kevin Butler            | K          | トニー・フランクリン Tony Franklin        |
| モーリー・ビュフォード Maury Buford      | P          | リッチ・カマリロ Rich Camarillo           |
| ヘッドコーチ                             |            |                                           |
| マイク・ディトカ Mike Ditka              |            | レイモンド・ベリー Raymond Berry          |